# Liste der Kulturdenkmäler in Olmscheid
In der Liste der Kulturdenkmäler in Olmscheid sind alle Kulturdenkmäler der rheinland-pfälzischen Ortsgemeinde Olmscheid aufgeführt. Grundlage ist die Denkmalliste des Landes Rheinland-Pfalz (Stand: 27. Juni 2022).

## Einzeldenkmäler
| Bezeichnung                       | Lage                                   | Baujahr                     | Beschreibung | Bild                           |
| --------------------------------- | -------------------------------------- | --------------------------- | --- | ------------------------------ |
| Wegekreuz                         | Hauptstraße, gegenüber der Kirche Lage | 17. Jahrhundert             | unvollständig erhaltenes Nischenkreuz, wohl aus dem 17. Jahrhundert                                                                      | weitere Bilder Fotos hochladen |
| Wegekapelle                       | Hauptstraße, gegenüber Nr. 13 Lage     | Anfang des 20. Jahrhunderts | kleiner Putzbau, wohl vom Anfang des 20. Jahrhunderts; in der Giebelwand aufwändiges nachbarockes Balkenkreuz, Schiefer, bezeichnet 1811 | weitere Bilder Fotos hochladen |
| Katholische Pfarrkirche St. Josef | Hauptstraße 42a Lage                   | 1912–16                     | romanisierender Bruchstein-Saalbau, teilweise verschiefert, 1912–16, Architekt Dombaumeister Julius Wirtz, Trier; mit Ausstattung        | weitere Bilder Fotos hochladen |